# Re-Emigrantes
Re-Emigrantes es un largometraje español de 2016 del director Óscar Parra de Carrizosa, y cuyo guion fue escrito por Gema G. Regal y Óscar Parra de Carrizosa. Rodado en la localidad cordobesa de Palma del Río, la película incluye también escenas filmadas en Madrid, Carrizosa (Ciudad Real) y en el Parque natural de las Lagunas de Ruidera. El film se estrenó el 6 de mayo de 2016.
Esta película supuso la vuelta a la gran pantalla del reconocido actor Fernando Esteso, tras 30 años sin dar vida a un papel protagonista.

## Sinopsis
Tras una racha terrible, los Briones deciden regresar a su pueblo de origen, Villanueva de los Molinos, esa arcadia rural donde corren manantiales de miel y la armonía es moneda de cambio entre sus gentes. O no. Una vez allí, Santiago, el cabeza de familia, acompañado de sus hijos Damián, Antoñito, Pólar y Rosendo tratarán de adaptarse a su nueva vida realizando todo tipo de trabajos, desde tareas agrícolas hasta cuidar a la anciana madre del alcalde… 

## Producción
La película supuso el debut cinematográfico del conocido cómico José Agustín Durán y del youtuber Aless Gibaja.
Su rodaje comenzó en verano de 2015 en Palma del Río (Córdoba). Se puede ver a gran cantidad de habitantes del municipio como figurantes en el filme.

## Reparto
- Fernando Esteso - Santiago Briones
- José Agustín Durán - Damián Briones
- Zack Molina - Antoñito Briones
- Álvaro Palomo - Pólar Briones
- Víctor Octavio - Rosendo Briones
- Valentín Paredes - Ramón
- Jesús Carrillo.- Luis José, el alcalde
- Marta Oliva - Victoria
- Joaquín Molina - Policía
- Noelia Genzone - Gema
- Aless Gibaja - El funerario